# Cupido lossar Venus bälte
Cupido lossar Venus bälte (engelska: Cupid Untying the Zone of Venus) är en oljemålning av den engelske konstnären sir Joshua Reynolds. Den målades 1788 och ingår sedan 1792 i Eremitagets samlingar i Sankt Petersburg. Målningen är en kopia av två tidigare Reynoldsmålningar. Den första benämns A Nymph and Cupid: ‘The Snake in the Grass’, målades 1784 och ingår sedan 1871 i Tate Britains samlingar i London. Den andra benämns The Snake in the Grass; or Love unloosing the zone of Beauty, målades 1785 och är utställd på Sir John Soane's Museum i London. Storleken på de två första tavlorna är 124,5 × 99 cm och således något mindre än versionen på Eremitaget.
Reynolds var en klassiskt skolad målare som 1768 blev Royal Academy of Arts förste preses. Cupido lossar Venus bälte är en målning vars motiv är hämtat från romersk mytologi. Cupido, som vanligen anses vara identisk med Amor och motsvarar Eros i den grekiska mytologin, har sedan romersk tid framställts som ett barn med vingar. För romarna personifierade han kärleken och begäret, men Cupido kunde också vara en nyckfull plågoande. I denna målning avbildas han tillsammans med sin moder, kärleksgudinnan Venus. Som modell för Venus anses Emma Hamilton (1765–1815) ha suttit, mest känd som den brittiske amiralen Horatio Nelsons älskarinna.
Den andra versionen tillhörde Reynolds systerdotter Mary Palmer, gift med markisen av Thomond. Efter hennes död köpte John Soane 1821 målningen på Christie's. Den tredje versionen beställdes av John Proby, 1:e earl av Carysfort som gåva till Grigorij Potemkin. Från 1792, året efter Potemkins död, ingick målningen i Eremitagets samlingar. Den engelske konstnären William Etty kopierade Reynolds målning. Den tavlan ägs idag av Worcester Art Museum i England. 